# الهه سفید
الهه سفید (انگلیسی: The White Goddess) یک مقاله طولانی در مورد ماهیت اسطوره‌سازی شاعرانه توسط نویسنده و شاعر رابرت گریوز است. این کتاب برای اولین بار در سال ۱۹۴۸ منتشر شد و بر اساس مقالات قبلی منتشر شده در مجله ولز است.